# Alfredo Stroessner
Alfredo Stroessner Matiauda, född 3 november 1912 i Encarnación, död 16 augusti 2006 i Brasília, Brasilien, var en paraguayansk general som mellan 1954 och 1989 var landets president och diktator. Stroessners långa diktatur var en av de längsta och mest beryktade i Latinamerika, med en mängd fall av politiska fångar, påtvingade försvinnanden och tortyr.

## Uppväxt och militär karriär
Stroessner växte upp i staden Encarnación. Hans far hade utvandrat till Paraguay från Tyskland och hans mor var infödd paraguayanska. I Encarnación drev familjen ett bryggeri och hade det gott ställt. Som 16-åring tog Stroessner värvning i armén 1929. Han deltog i Chacokriget mot Bolivia (1932–1935) som underofficer i artilleriet där han utmärkte sig i strid. Kriget blev en framgång för Paraguay och under åren efter kriget steg han successivt i graderna. 1940 hade han avancerat till major och 1946 blev han medlem av landets generalstab. Under det kortvariga paraguayanska inbördeskriget 1947 förblev Stroessner lojal mot regeringssidan och spelade en avgörande roll i kriget genom att leda den artilleridivision som lyckades häva rebellsidans belägring av huvudstaden Asunción, vilket starkt bidrog till regeringssidans seger i inbördeskriget. 
Efter segern i inbördeskriget steg Stroessners inflytande stadigt och 1951 utsågs han till chef för generalstaben. 

## Tid vid makten
Stroessner tog makten i Paraguay den 4 maj 1954 då han avsatte president Federico Chávez i en militärkupp. Den 11 juli samma år lät han sig formellt väljas till president i ett val där han var den ende kandidaten. Han kom sedan att återväljas vart femte år 1958, 1963, 1968, 1973, 1978, 1983 och 1988 som kandidat för Coloradopartiet, som i praktiken var det enda tillåtna. Från och med presidentvalet 1963 tilläts viss politisk opposition, men aldrig på ett sådant sätt att den på allvar kunde hota regimens makt. Stroessner styrde i praktiken enväldigt och despotiskt, en kort tid efter att ha tagit makten utlyste han undantagstillstånd i landet och koncentrerade makten till sig själv och militären. Stroessner kom, med undantag för några korta perioder, att styra landet genom undantagstillstånd fram till 1987. Politiska fångar, försvinnanden och tortyr av oppositionella var vanligt förekommande under hans tid vid makten. 
Stroessner var en uttalad antikommunist och erhöll därför omfattande ekonomiskt och politiskt stöd från USA. Hans regim var extremt USA-vänlig och han stödde bland annat USA:s inblandning i inbördeskriget i Dominikanska republiken och Vietnamkriget. Stroessner var även en av hjärnorna bakom Operation Condor, som var en samordnad aktion mellan flera militärdiktaturer i Sydamerika som syftade till att motverka olika vänsterrörelser på kontinenten. 
Under hans tid vid makten blev även Paraguay en fristad för Nicaraguas expresident Anastasio Somoza Debayle och den nazityska människorättsbrottslingen och läkaren Josef Mengele.

## Störtande
Under sina första år vid makten var Stroessner relativt populär eftersom hans styre hade skapat stabilitet i landet och gjort slut på en nästan hundra år lång period av politiskt kaos. Men med åren blev hans styre allt mer korrumperat och auktoritärt och missnöjet mot hans regim växte successivt. I takt med demokratiseringen av Argentina under 1980-talet växte sig oppositionen mot regimen allt starkare. Trots att hans metoder för att tysta kritiken blev allt mer brutala fick han allt svårare att ignorera det groende missnöjet i landet. I ett försök att blidka oppositionen hävde den allt mer pressade Stroessner 1987 det undantagstillstånd som rått i landet sedan hans makttillträde 1954, dock fortsatte han att gå hårt fram mot oppositionen. I presidentvalet 1988 valdes han återigen till president för sjunde gången i ett uppenbart manipulerat val vilket ledde till att flera oppositionella grupper för första gången öppet anklagade Stroessner för valfusk.
Den 3 februari störtades Stroessner slutligen i en blodig statskupp ledd av general Andrés Rodríguez, som varit regimens andreman och Stroessners närmsta och mest förtrogna medarbetare i över 30 år. Han flydde till grannlandet Brasilien där han levde i exil till sin död. Han avled av en stroke i sviterna av en bråckoperation. Hans hustru Dona Eligia hade flera år innan dess emigrerat till Miami, USA, medan sonen Gustavo valde att stanna vid sin fars sida.
Med sina dryga 35 år vid makten är Alfredo Stroessner den i Paraguays historia som suttit längst tid vid makten och den latinamerikanske ledare som suttit näst längst vid makten, endast Fidel Castro har suttit längre.